# Dinâmica de sistemas
Dinâmica de Sistemas é uma abordagem para entender o comportamento de sistemas complexos no tempo. Ele lida com ciclos de retroalimentação interna e atrasos que afetam o comportamento do sistema como um todo.   O que faz o uso da dinâmica de sistemas diferente de outras abordagens para o estudo de sistemas complexos é a utilização de ciclo de retroalimentação (feedback) e estoque e fluxos (stocks and flows).  Esses elementos ajudam a descrever como mesmo sistemas aparentemente simples mostram uma confusa naolinearidade (nonlinearity).

## Introdução
Dinâmica de sistemas é uma metodologia e técnica de simulação computacional para esquematizar, entender e discutir problemas e assuntos complexos. Originalmente desenvolvida nos anos 50 para auxiliar gerentes corporativos a melhorar seu entendimento de processos industriais, dinâmica de sistemas esta atualmente sendo utilizada nos setores públicos e privados para análise de políticas e projetos .
Dinâmica de sistemas é um aspecto da Teoria dos Sistemas (systems theory) como um método para o entendimento do comportamento de sistemas complexos. A base do método é o reconhecimento de que a estrutura de qualquer sistema — a maioria circular, fechado, algumas vezes com atrasos entre os relacionamentos de seus componentes — é, com frequência, tão importante na determinação de seu comportamento quanto os próprios componentes individuais. Exemplos são a Teoria do Caos (chaos theory) e Dinâmicas Sociais (social dynamics). Ela é também demandada porque existe frequentemente propriedades do todo que não podem ser encontradas entre as propriedades dos elementos, em alguns casos o comportamento do todo não pode ser explicado em termos do comportamento das partes.

## História
Dinâmica de sistemas foi criada na metade da década de 50 pelo professor Jay Forrester do Massachusetts Institute of Technology. Em 1956, Forrester aceitou uma bolsa de professor na recem-formada MIT  School of Management. Seu objetivo inicial era determinar como sua bagagem em ciência e engenharia poderia ser utilizada, de alguma forma útil, nos aspectos fundamentais que determinam o sucesso ou falha das corporações. Os insights de Forrester  nas  bases da engenharia e gerenciamento,  o qual levou à criação da Dinâmica de Sistemas, foram provocados em larga escala pelo envolvimento dele com gestores da General Electric (GE) nos meados da década de 50. Nesta época, os gestores da GE estavam perplexos por causa dos empregos nas instalações das fábricas em Kentucky que exibiam um significante ciclo de três anos. O ciclo de negócios (business cycle) aparentava ser uma explicação insuficiente para a instabilidade nos empregos. A partir das simulações (ou calculos) do retorno do estoque e fluxo (stock-flow-feedback) das estruturas das fábricas da GE, que incluia a estrutura corporativa de decisões para admissão e demissão, Forrester foi capaz de mostrar como a instabilidade no emprego da GE era definida pela estrutura da empresa e não por forças externas como o ciclo do negócio. Essas simulações (hand simulations) foram o início do campo da dinâmica de sistemas. 
Durante o final da década de 50 e início de 60, Forrester e uma equipe de estudantes já graduados moveram o emergente campo da dinâmica de sistemas do estátio de simulação manual para o estagio formal de modelagem computacional (computer modeling). Richard Bennett criou a primeira linguagem de modelagem computacional de dinâmica de sistemas chamada SIMPLE (Simulation of Industrial Management Problems with Lots of Equations – Simulação de Problemas de Gerenciamento Industrial com Muitas Equações) na primavera de 1958. Em 1959, Phyllis Fox e Alexander Pugh escreveram a primeira versão do DYNAMO (DYNAmic Models), uma versão melhorada do SIMPLE, e a linguagem de dinâmica de sistemas tornou-se o padrão da indústria por cerca de trinta anos. Forrester publicou o primeiro e ainda clássico livro na área chamado Industrial Dynamics (Dinâmica Industrial) em 1961.
Do final da década de 50 para o final de 60, dinâmica de sistemas foi aplicada quase exclusivamente em problemas de corporações/gerenciamento. Em 1968, contudo, uma ocorrência não esperada levou a área além da modelagem corporativa. John Collins, prefeito aposentado de Boston, se tornou professor visitante de Assuntos Urbanos no MIT. O resultado da colaboração Collins-Forrester foi o livro chamado Urban Dynamics (Dinâmica urbana). O modelo de Dinâmica Urbana (Urban Dynamics) apresentado no livro foi o primeiro das grandes aplicações não-corporativas da dinâmica de sistemas.
A segunda maior aplicação não-corporativa da dinâmica de sistemas veio logo após a primeira. Em 1970, Jay Forrester foi convidado pelo Clube de Roma (Club of Rome) para uma reunião em Berna, Suíça. O Clube de Roma é uma organização devotada à resolver o que os membros descrevem como o “dilema da humanidade” – que é, a crise global que pode aparecer no futuro, devido à demanda sendo colocadas na capacidade do planeta Terra (suas fontes renováveis e não renováveis de recursos e o problema de eliminação de poluentes) pela exponencialmente crescente população mundial. Na reunião em Berna, Forrester foi perguntado se a dinâmica de sistemas poderia ser utilizada para resolver o dilema da humanidade. A resposta dele, naturalmente, foi que poderia. No avião de volta da reunião de Berna, Forrester criou o primeiro rascunho do modelo de dinâmica de sistema para o sistema socio-econômico mundial. Ele chamou esse modelo de WORLD1 (mundo1). De volta aos Estados Unidos, Forrester refinou WORLD1 em preparação para a visita dos membros do Clube de Roma ao MIT. Forrester chamou a versão refinada do modelo de WORLD2. Forrester publicou WORLD2 em um livro intitulado Dinâmica Mundial (World Dynamics).

## Área de estudo
Dinâmica de sistemas é o estudo das características da informação da atividade empresarial para mostrar como a construção organizacional, amplificação (em políticas), e tempo de atraso (em decisões e ações) interagem para influenciar o sucesso do empreendimento.
A dinâmica de sistemas é baseada em uma estrutura direta de fluxos e estoques, projetada para modelar sistemas com numerosas variáveis, e com realimentações atrasadas entre as variáveis.
Ela trata as interações entre os fluxos de informação, dinheiro, pedidos, materiais, pessoa, e equipamento capital em uma companhia, uma indústria, ou uma economia nacional

## Mais Histórico e Conceituação
No ano de 1958, as primeiras palavras escritas por Jay W. Forrester, pioneiro de Dinâmica de Sistemas (então Dinâmica Industrial) foram:
“O gerenciamento está no limite de um avanço principal no entendimento de como companhias industriais de sucesso depende da interação entre os fluxos de informação, materiais, força humana e equipamentos de capital”.
Conforme Forrester (1961):
"Dinâmica industrial é o estudo das características informação - “feedback” da atividade industrial para mostrar como a construção organizacional, amplificação (em políticas), e tempo de atraso (em decisões e ações) interagem para influenciar o sucesso do empreendimento. Trata as interações entre os fluxos de informação, dinheiro, pedidos, materiais, pessoa, e equipamento capital em uma companhia, uma indústria, ou uma economia nacional”.
Posteriormente, a dinâmica industrial foi renomeada para dinâmica de sistemas, devido a sua grande abrangência.

## Etapas
A dinâmica de sistemas é baseada em uma estrutura direta de fluxos e estoques, projetada para modelar sistemas com numerosas variáveis, e com realimentações atrasadas entre as variáveis. A abordagem da dinâmica de sistemas para projeto de empreendimento progride através de vários passos:
- Identificar um problema.
- Isolar os fatores que pareçam interagir e criar os sintomas observados.
- Identificar a causa e fazer a realimentação da informação de maneira a permitir uma tomada de decisão quanto a novas ações.
- Formular políticas de decisão formais aceitáveis que descrevem como decisões resultam dos fluxos de informações disponíveis.
- Construir um modelo matemático das políticas de decisão, fontes de informação, e interações dos componentes do sistema.
- Gerar o comportamento do sistema através do tempo como descrito pelo modelo (usualmente com um computador digital executando os cálculos prolongados).
- Comparar os resultados contra todo conhecimento disponível apropriado sobre o sistema atual.
- Revisar o modelo até ser aceitável como uma representação do sistema atual.
- Redesenhar, dentro do modelo, os relacionamentos organizacionais e políticas que podem ser modificadas no sistema atual para achar as mudanças que melhorem o comportamento do sistema.
- Alterar o sistema real nas direções que o experimento modelo mostrou que levarão a melhoria de desempenho.

## Premissas
Tal abordagem é baseada em várias premissas:
- Decisões em gerenciamento e economias tomam lugar em uma estrutura que pertença à classe geral conhecida como sistema informação-feedback .
- O julgamento sobre como estes sistemas vão mudar com tempo intuitivo não é confiável, mesmo quando se tem bom conhecimento das partes individuais do sistema.
- O modelo de experimento permite preencher a brecha onde o julgamento e conhecimento são mais fracos - por mostrar o caminho de onde as partes separadas do sistema conhecido podem interagir para produzir resultados globais inesperados e perturbadores do sistema.
- Informação suficiente está disponível para construção deste modelo experimental sem grande despesa e demora em reunir dados a mais.
- A visão "mecanicista" de tomada de decisão implicada por tais experiências do modelo é verdadeira o bastante para que a estrutura principal de políticas de controle e fluxos de decisão de uma organização possa ser representada.
- Sistemas industriais são construídos internamente de tal maneira que criam por si próprios muitas das dificuldades que são freqüentemente atribuídas a causas externas e independentes.
- Política e mudanças de estrutura são viáveis para produzir melhora substancial nos comportamentos industrial e econômico; e o desempenho do sistema está freqüentemente longe do que poderia ser com as mudanças do projeto do sistema inicial que possam melhorar todos os fatores de interesse sem que haja um compromisso que cause perdas em uma área em troca de ganhos em outra.

## Importância
A dinâmica de sistemas é uma importante ferramenta para análise da interdependência das variáveis de um fenômeno, sendo utilizada em estudos de cadeia de suprimento, entre outros. Posteriormente outros conceitos foram agregados a ela, como o do efeito chicote.